# Карасёв, Виктор Александрович
Виктор Александрович Карасёв (26 марта 1918, Елец, РСФСР — 31 января 1991, Москва, РСФСР, СССР) — командир партизанского отряда во время Великой Отечественной войны, Герой Советского Союза (1944), подполковник Советской Армии.

## Биография
Виктор Карасёв родился 26 марта 1918 года в Ельце (ныне — Липецкая область). В 1934 году он окончил школу фабрично-заводского ученичества, после чего работал помощником машиниста паровоза. В 1935 году Карасёв был призван на службу в Пограничные войска НКВД СССР. В 1938 году он окончил школу погранвойск, в 1939 году — Орджоникидзевское пограничное училище.
Начало Великой Отечественной войны встретил на границе, в течение 13 первых дней войны участвовал в боях в приграничных районах.
С августа 1941 года Карасёв командовал 48-м Угодско-Заводским истребительным батальоном, который уже в сентябре был преобразован в партизанский отряд. С октября 1941 года отряд Карасёва успешно действовал во вражеском тылу.
30 ноября 1941 года сводный отряд из 240 партизан (в состав которого вошли отряд Карасёва, Высокиничский партизанский отряд Д. Каверзнева и группа под командованием капитана Жабо) в районном центре Угодский Завод разгромил штаб 12-го армейского корпуса вермахта, захватив важные документы. В том бою Карасёв получил тяжёлое ранение, лишившись руки. После выписки из госпиталя он обучал диверсионные группы. Зимой 1942—1943 годов Карасёв сформировал диверсионную группу численностью 58 человек и возглавил её. В феврале 1943 года она перешла линию фронта под Великими Луками и двинулась к городу Овручу Житомирской области Украинской ССР. За время похода группа выросла в партизанское соединение, насчитывавшее около 700 человек. Оно прошло с боями более 11 тысяч километров по Белорусской и Украинской ССР, Польше, Чехословакии, взяло в плен либо уничтожило более 600 солдат, офицеров противника и коллаборационистов, пустило под откос 56 эшелонов, уничтожило 61 паровоз, 429 вагонов, платформ и цистерн с топливом, 27 мостов, 8 учреждений и складов.
Указом Президиума Верховного Совета СССР от 5 ноября 1944 года за «образцовое выполнение боевых заданий командования в тылу врага и проявленные при этом героизм и отвагу» Виктор Карасёв был удостоен высокого звания Героя Советского Союза с вручением ордена Ленина и медали «Золотая Звезда».
8 — 15 июня 1944 года советское партизанское соединение им. Александра Невского под командованием майора В. А. Карасёва в составе объединённых польских и советских партизанских отрядов участвовало в сражении в Яновских лесах Люблинского воеводства.
В феврале 1945 года соединение Карасёва встретилось с войсками 2-го Украинского фронта на территории Венгрии. После окончания войны Карасёв продолжил службу в органах НКВД-МГБ, окончил Военную академию имени Фрунзе. В 1950 году в звании подполковника он был уволен в запас. Проживал в Москве. Скончался 31 января 1991 года, похоронен на Сосенском кладбище в поселении Сосенское Новомосковского округа Москвы..

## Награды
Был награждён двумя орденами Ленина, орденами Красного Знамени, Отечественной войны 1-й степени, рядом медалей.

## Память
17 декабря 2020 года бывший Проектируемый проезд № 7045 в ЖК «Москвичка» в поселении Сосенское Новомосковского административного округа г. Москвы получил название Улица Карасёва.